# 1974 en bande dessinée
| Années de la bande dessinée : 1971 - 1972 - 1973 - 1974 - 1975 - 1976 - 1977    |
| Décennies de la bande dessinée : 1940 - 1950 - 1960 - 1970 - 1980 - 1990 - 2000 |

Cet article présente les faits marquants de l'année 1974 en bande dessinée.

## Évènements
- 25 au 27 janvier : 1er Festival international de la bande dessinée d'Angoulême : Festival d'Angoulême 1974.
- février : Aux États-Unis, sortie de Amazing Spider-Man #129 (première apparition du Punisher), chez Marvel Comics
- René Goscinny lâche les rênes du journal Pilote : Guy Vidal en devient rédacteur en chef.
- juin : Pilote devient mensuel.
- novembre : Sortie de Incredible Hulk #181 (première apparition de Wolverine), Marvel Comics
- Création de la maison d'édition Les Humanoïdes Associés.
- Premier ouvrage publié par Futuropolis : Patamousse, de Calvo.
- Première apparition du petit égyptien Papyrus.

## Nouveaux albums
Voir aussi : Albums de bande dessinée sortis en 1974

### Franco-belge
| Sortie  | Titre                                 | Scénariste     | Dessinateur    | Coloriste | Éditeur             |
| ------- | ------------------------------------- | -------------- | -------------- | --------- | ------------------- |
| ?       | Gaston Lagaffe - Le gang des gaffeurs | André Franquin | André Franquin |           | Dupuis              |
| janvier | Le Bandard fou                        | Mœbius         | Mœbius         | Mœbius    | Éditions du Fromage |

### Comics
| Sortie | Titre       | Scénariste | Dessinateur | Coloriste | Éditeur |
| ------ | ----------- | ---------- | ----------- | --------- | ------- |
| ?      | à compléter |            |             |           |         |
| ?      | …           |            |             |           |         |

### Mangas
| Sortie | Titre       | Scénariste | Dessinateur | Coloriste | Éditeur |
| ------ | ----------- | ---------- | ----------- | --------- | ------- |
| ?      | à compléter |            |             |           |         |
| ?      | …           |            |             |           |         |

## Naissances
- 1er janvier : Alexis Nesme
- 7 janvier : Jim McCann, scénariste de comics
- 16 janvier : Vax, dessinateur
- 1er mars : Bast, dessinateur
- 9 mars : Kevin Hérault, dit Trantkat
- 11 avril : Jul
- 12 avril : Lee Myung-jin, dessinateur coréen
- 6 mai : Frédéric Gaéta
- 20 mai : Aleksa Gajić
- 31 mai : Cyril Knittel
- 6 juillet : Thomas Ehretsmann
- 25 juillet : Marc-Antoine Boidin
- 29 juillet : Gail Simone, scénariste de comics
- 1er septembre : Jhonen Vasquez, auteur de comics
- 13 septembre : Fiona Avery, scénariste de comics
- 19 septembre : David Calvo
- 2 novembre : Alex Alice : auteur français de bandes dessinées
- 17 novembre : Joseph Lacroix
- 6 décembre : Espé
- 16 décembre : Éric Henninot
- 27 décembre : Daniel Way, scénariste de comics
- Naissance de Alex Kramp (Uchronia), Mikaël, Mathieu Sapin, Peggy Adam, Nicolas Demare, Afif Khaled

## Décès
- 18 janvier : Bill Finger
- 16 février : Alfred Mazure
- 21 juin : Alain Saint-Ogan (Zig et Puce)
- 12 juillet : Kurt Caesar
- 13 août : Erik
- 8 septembre : James Swinnerton
- 21 septembre : Rino Albertarelli
- 13 octobre : Otto Binder, scénariste de comics
- 15 décembre : Harry Hershfield
- 22 décembre : Adrian Dingle